# Bărbulețu, Dâmbovița
Bărbulețu este satul de reședință al comunei cu același nume din județul Dâmbovița, Muntenia, România.

## Așezare
Satul se află în centrul comunei, mai sus de Gura Bărbulețului și mai jos de Cetățuia, de-a lungul râului Bărbulețu.
Comuna Bărbulețu este situat într-o depresiune a subcarpaților de  curbură cu Dealul Bărbulețu (860 m), dealurile lui Coman (845,2 m) și dealul lui Iacob (708,8 m). Puternic fragmentată de rețeaua hidrografică a apei Râu Alb și a afluentului sau Bărbulețu (6 km) pe o lungime de 25 Km.

## Istorie
Pentru moșia Barbulețu prima mențiune documentara este cuprinsă în hrisovul din anul 1574 prin care voievodul Alexandru Mircea întărește lui Neagoe și feciorilor săi mosia cumpărată le la Danciu al lui Zlate în schimbul sumei de 2300 aspri. 
În 1597 Mihai Viteazul întăreste prin hrisov domnesc lui Brașov ocina în Barbulețu partea cumparata de la jupânița Negoslava cu 2000 de aspri și o vacă cu lapte. În 1613 Radu Mihnea fiul lui Mihnea voievod întăreste lui Neagu din Bărbulețu si feciorilor săi, parte de moșie din Barbulețu.Vatra satului Barbulețu a fost locuită permanent fapt confirmat și de prezența unei biserici pe terenul numit Grui ale cărei ruine se mai pastrau în secolul al XIX-lea.
Biserica din sat cu hramul „Adormirea Maicii Domnului” a fost construită între anii 1662 – 1680 de logofătul Radu Crețulescu, fiind monument istoric. A fost reparată și zugrăvită în anul 1819 de către biv vel banul Constantin Crețulescu și polcovnicul Panaitu, după cum se menționează în pisania nouă.